# Northeast Corridor

De Northeast Corridor. De rode delen zijn eigendom van Amtrak, de blauwe delen worden (mede) gebruikt door forensentreinen.

De Northeast Corridor (NEC) is een spoorlijn in de Verenigde Staten tussen de steden Washington en Boston. Het is de drukste spoorlijn van de VS, zowel wat betreft het aantal reizigers als de frequentie waarmee de treinen rijden.
De lijn is volledig geëlektrificeerd en wordt gebruikt door verschillende langeafstandsdiensten van Amtrak, waaronder de hogesnelheidstrein Acela. Tevens wordt de lijn gebruikt door treinen van diverse forensenmaatschappijen.
Tot 1969 was de huidige Northeast Corridor in handen van twee maatschappijen: het traject Boston-New York was van de New York, New Haven and Hartford Railroad, het traject New York-Washington was van de Pennsylvania Railroad. In 1969 respectievelijk 1968 zijn beide maatschappijen opgegaan in het nieuwe bedrijf Penn Central, dat vanaf 1969 dus de volledige corridor kon exploiteren.
In 1971 nam Amtrak de meeste langeafstandstreinen in Amerika over. Ook de exploitatie van de Northeast Corridor kwam onder Amtraks verantwoordelijkheid. Deze lijn is tevens een van de weinige spoortrajecten in de Verenigde Staten waarvan Amtrak eigenaar is. De New Haven Line, het traject tussen New Haven en New York is overigens in bezit van Metro-North Railroad en Connecticut Department of Transportation, de regionale forensenmaatschappijen van de staten New York en Connecticut.

## Passagiersdiensten
Het drukste gedeelte van de Northeast Corridor is het stuk tussen Philadelphia en New York. Amtrak laat op dit traject op werkdagen ruim vijftig treinen per dag rijden, met een extra trein (The Cardinal) op woensdag en vrijdag. Hiermee verzorgt Amtrak ongeveer 14% van alle reizen tussen Washington en New York (inclusief die per auto), en ongeveer 47% van de reizen die per trein of vliegtuig tussen deze steden worden gemaakt.
Amtrak verzorgt de volgende diensten op de Northeast Corridor:
- Acela Express - Hogesnelheidstrein van Boston naar Washington.
- Northeast Regional - Lokale dienst op de Northeast Corridor, rijdt door naar Newport News (Virginia), met een aftakking naar Springfield (Massachusetts)
- Keystone Service - Gebruikt de Northeast Corridor van New York naar Philadelphia en rijdt vervolgens naar Harrisburg.